# St Peter’s (Gloucestershire)
St Peter’s – dzielnica miasta Cheltenham, w Anglii, w Gloucestershire, w dystrykcie Cheltenham. W 2011 roku dzielnica liczyła 6834 mieszkańców.